# Bermo, Niger
Bermo este o comună rurală din departamentul Dakoro, regiunea Maradi, Niger, cu o populație de 14.076 de locuitori (2001).